# Мостовая (приток Гайвы)
Мостова́я — малая река в Пермском крае, левый приток Гайвы. Протекает преимущественно по территории Орджоникидзевского района Перми. Длина реки — приблизительно 8,5 км.

## География
Берёт начало в лесной болотистой местности на территории Краснокамского района Пермского края, к северо-востоку от Перми и в 1,3 км к северо-западу от урочища Прудки. Исток расположен на высоте от 162 до 180 м над уровнем моря. Протекает в южном направлении по смешанному лесу. В лесах на берегах реки преимущественно растёт берёза, ель, сосна и пихта. На Мостовой расположены 3 отдалённых части Перми: Верхнемостовая (верхнее течение), Нижнемостовая (среднее течение) и Соцпосёлок (нижнее течение). В Нижнемостовой на реке образован пруд. В Соцпосёлке на берегах реки находится лагерь отдыха Звёздный. В северной части Мостовую пересекают несколько линий электропередач. Через реку перекинуто несколько мостов. Впадает в Гайву слева в излучину на реке на высоте от 95 до 97 м над уровнем моря.